# Sydney Albert Pearce
Sydney Albert Pearce ( 1906 - ?) fue un botánico y horticultor estadounidense.

## Algunas publicaciones

### Libros
- 1937. Vines for every garden. Editor Doubleday, Doran & Co. 95 pp.

- 1953. Flowering shrubs. "Amateur Gardening. " Handbooks series Nº 2. Ed. Collingridge. 92 pp.

- 1956. Flowering Shrubs. Amateur gardening handbooks. Editor W.H. & L. Collingridge, 92 pp.

- 1957.  Climbing and trailing plants. Ed. Collingridge. 142 pp.

- w.j. Bean; s.a. Pearce. 1958. Ornamental Trees for Amateurs. 2ª edición, revisada y aumentada por S.A. Pearce. Ed. The Garden Book Club. ISBN B000WFVTJE

- 1961. Ornamental trees for garden and roadside planting. Ed. Collingridge. 195 pp.

- 1965. Flowering shrubs and trees Colección Ilford, Ltd. Colour books of flower identification. Ed. Ebury P. en asociación con George Rainbird. 112 pp.

- La abreviatura «Pearce» se emplea para indicar a Sydney Albert Pearce como autoridad en la descripción y clasificación científica de los vegetales.[1]